# Железничка станица Врање
Железничка станица Врање је једна од железничких станица на прузи Ниш-Прешево. Налази се у насељу Врање у граду Врању. Пруга се наставља ка Ристовцу у једном и Врањској Бањи у другом смеру. Железничка станица Врање састоји се из 5 колосека.
Станица је изграђена 1886-е године по налогу краља Милана I Обреновића и данас стоји у изворном облику.